# Bert Westerström
Bert Axel Westerström, född 2 november 1943 i Lund, död 18 juni 2024, var en svensk poet och visdiktare. Han studerade på Spykens gymnasium i Lund och läste sedan naturvetenskap vid Lunds universitet. Under många år arbetade han som antikvarie på Kulturen i Lund, där han förestod museets analyslaboratorium.

## Författarskap
Bert Westerström läste som tonåring Nils Ferlins dikter och tog starkt intryck. Han skrev själv poesi i Ferlins anda och fick på 1970-talet sina dikter publicerade i Nils Ferlin-sällskapets tidskrift Poste Restante. 
Tillsammans med hustrun Jenny Westerström, professor i litteraturvetenskap vid Lunds universitet, startade han bokförlaget Jennax. 1993 gav förlaget ut hans diktsamling Vindens vattenskuggor. Den följdes 1997 av I rosens doft, en vissamling med musik av Staffan Percy som även spelade in visorna på en cd-skiva. Westerström fortsatte att samarbeta med Percy. 2005 kom Natten skriver sig själv och Percy tonsatte och sjöng in ett urval av dikterna. Vindarna vilar i lila alkover (2019) och Mellan oss av ljus en strimma (2022) är Westerströms senaste samlingar. 
Bert Westerström delade sitt intresse för Nils Ferlin med hustrun. Hennes doktorsavhandling Barfotapoeten (1990) handlar om Ferlin. 2022 tilldelades Bert Westerström Nils Ferlinpriset.